# Paulina Brodd
Paulina Brodd, född 8 augusti 1994 i Västerljungs församling, Södermanlands län, är en svensk skönhetsdrottning som korades till Miss Universum Sverige 2015. Hon representerade senare Sverige i Miss Universum i Las Vegas. Brodd arbetar med IT/Tech och som fotomodell. Hennes mor Monica Brodd var Fröken Sverige 1992 och placerade sig bland de tio bästa i Miss Universum samma år i Bangkok.
Brodd medverkade i Robinson - Love Edition som sändes på Sjuan under 2015.